# Berglauf
Der Berglauf ist ein Laufwettbewerb mit großen Höhenunterschieden. Typischerweise ist ein Berg oder eine markante Höhe das Ziel des Laufs oder wird von dem Lauf als Zwischenstation erreicht. Die Strecke verläuft oft auf Wegen und Bergpfaden (s. Traillauf), mitunter auch auf der Straße.

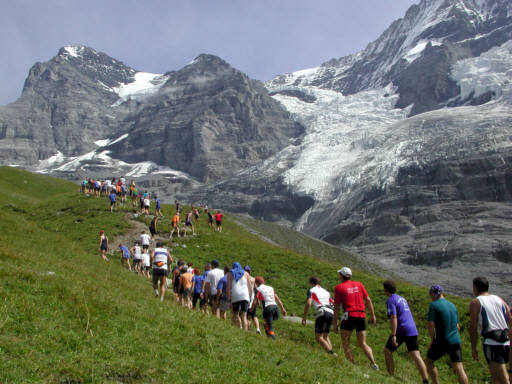
Kilometer 40 beim Jungfrau-Marathon in ca. 2000 Meter Höhe

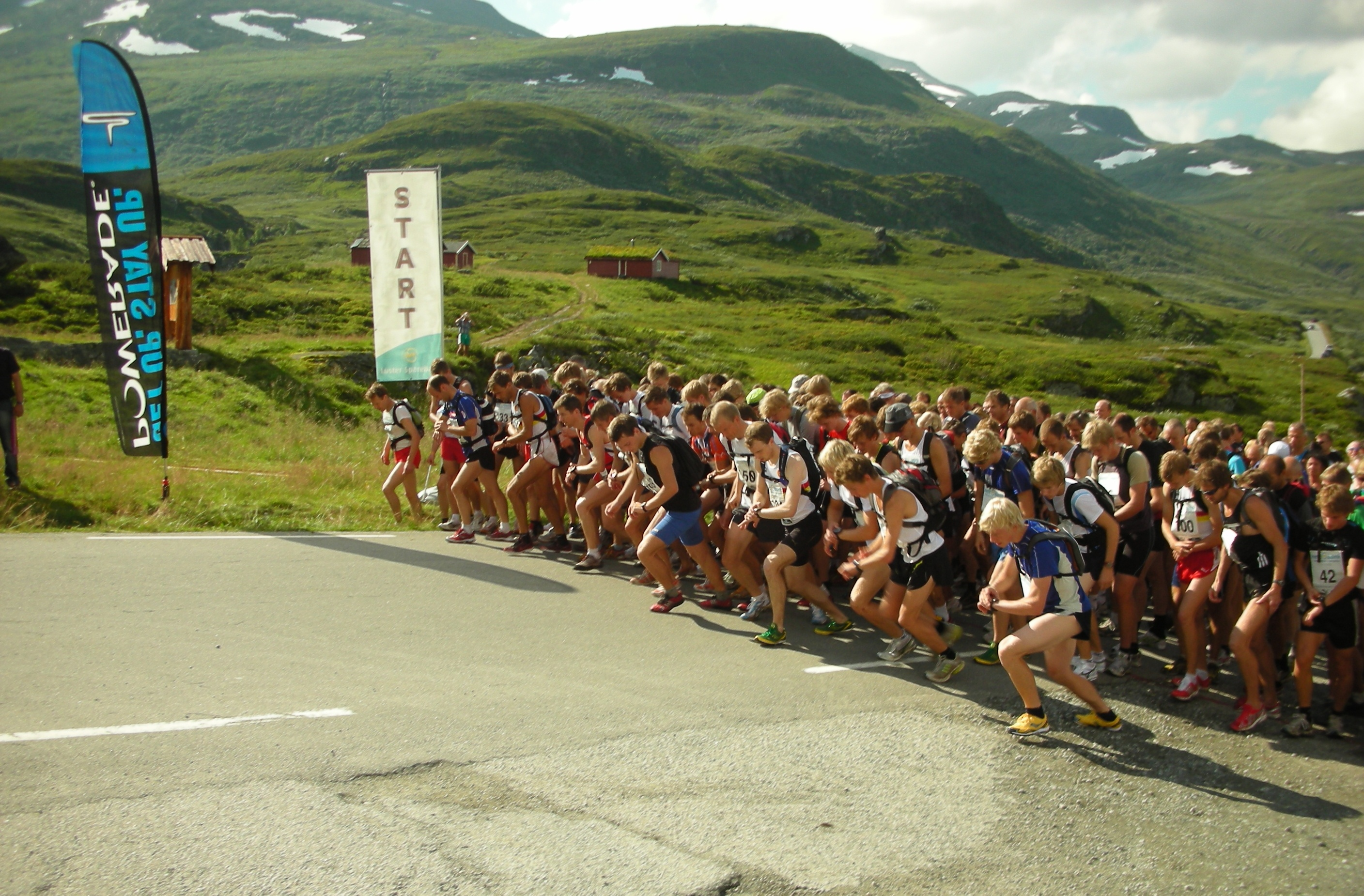
Start eines Bergrennens in Norwegen

Berglaufpiktogramm

## Definitionen und unterschiedliche Formen
Es gibt keine einheitliche Definition eines Berglaufs. Die Form der Bergläufe hängt zumeist stark von geografischen Gegebenheiten und regionalen Gewohnheiten ab.
Bergläufe werden über verschiedene Distanzen, Höhendifferenzen und auf verschiedenem Untergrund angeboten. Daher spricht man gegebenenfalls auch von einem Bergmarathon (Länge 42,195 km und Höhendifferenz mindestens 1000 m), Ultraberglauf (Länge über 42,195 km; Höhendifferenz mindestens 2000 m) oder einem Straßenberglauf (Straßenlauf auf einen Berg). Für eine Deutsche Meisterschaft im Berglauf sollte ein Höhenunterschied von mindestens 800 m vom Start im Tal bis zum Ziel auf dem Berg vorliegen.
In Großbritannien ist es nicht unüblich, Bergläufe ohne Bindung an einen Weg auszuschreiben. Beim Lauf auf den Ben Nevis (Schottland, 1345 m) etwa ist es den Läufern auf großen Teilen der Strecke überlassen, sich selbst einen Weg auf den Gipfel zu suchen. Sofern sie mit dem Untergrund zurechtkommen, können sie dann querfeldein laufen, ähnlich wie bei einem Crosslauf oder Orientierungslauf.
Bergläufe werden in Deutschland in der Regel als Volksläufe angeboten.

### Nur hinauf oder auch herunter?
Ein jahrzehntealter Zwist dreht sich unter Bergläufern um die Frage, ob ein Berglauf als Bergauf-Lauf mit Start im Tal und Ziel auf dem Berg, oder als Bergauf-Bergab-Lauf mit Start und Ziel im Tal auszutragen ist. International befürworten traditionell Italiener und Engländer Läufe mit Bergab-Strecken, während die Schweiz, Österreich und Deutschland reine Bergauf-Strecken bevorzugen.
Ein reiner Bergauf-Lauf hat etwa den Vorteil, dass er eine wesentlich bessere Prüfung der körperlichen Leistungsfähigkeit und Ausdauer darstellt, und ein Gipfelziel motiviert die Läufer besser. Hinzu kommt, dass die Verletzungsrisiken geringer sind und dass Bergauf-Läufe für Anfänger einfacher sind. Auf der anderen Seite schafft erst ein Bergauf-Bergab-Lauf (oder sogar ein reiner Bergab-Lauf) einen deutlichen Unterschied zu herkömmlichen Laufwettbewerben: Das Gefälle erfordert eine angepasste Lauftechnik, es belastet zusätzliche Muskelgruppen, und der Abstieg erfordert wegen der Verletzungsgefahr eine hohe Aufmerksamkeit, die man trotz starker Ermüdung aufbringen muss. Es kann auch eine Parallele zum Bergsteigen gezogen werden, wo der sichere Abstieg ein unabdingbarer Teil des Sports darstellt.
Für die Berglauf-Welt- und Berglauf-Europameisterschaften wurde ein Kompromiss gefunden: Im jährlichen Wechsel werden die Meisterschaften abwechselnd auf einer reinen Bergauf-Strecke und ein Jahr später auf einer Bergauf-bergab-Strecke ausgerichtet.

## Gesundheitliche Aspekte
Der Berglauf besitzt wie der gesamte Laufsport zahlreiche positive Auswirkungen auf das Herz-Kreislaufsystem und den Bewegungsapparat. Speziell das Bergauf-Laufen fördert konditionelle Elemente bei einer geringen Belastung für Knochen und Gelenke. In alpinen Höhen und bei schlechten Wegverhältnissen sind Trittsicherheit und ein guter Trainingszustand Voraussetzungen für einen Berglauf.
Umstritten ist das Bergab-Laufen. Seine Gegner weisen auf die starken Belastungen der Gelenke und exzentrischen Muskelbelastungen hin. Befürworter argumentieren, dass trainierte Spitzensportler auch diese Belastungen verkraften würden und die Verletzungsanfälligkeit in der Praxis nicht so groß sei, wie oft prophezeit würde.
Unterkühlung und Erschöpfung führten im Sommer 2008 zum Tod von zwei Bergläufern und mehreren Verletzten während des Zugspitz-Extremberglaufs. Daraufhin forderte Reinhold Messner ein Verbot solcher Rennen. Kritiker aus der aktiven Berglaufszene werfen ihm diesbezüglich zu wenig Hintergrundwissen über diese Sportart vor, andere plädieren eher für eine rigorosere Reglementierung und leistungsorientierte Ausdünnung des zu großen und somit oft bergunerfahrenen Starterfeldes von bspw. circa 600 Teilnehmern beim sehr schwierigen Zugspitzlauf. Enorme Zeitdifferenzen zwischen Topläufern (Zieldurchgang circa zwei Stunden) und das Feld abschließenden „Hobbyläufern“ (circa fünf Stunden), bedingt durch langanhaltendes erschöpfungsbedingtes Gehen (was zu starkem Auskühlen des zuvor überhitzten Körpers führt) provozierten bei Wetterumschwüngen, wie sie selbst im Hochsommer mit plötzlichem Schneefall nicht selten sind, lebensbedrohliche Situationen. Qualifikationskriterien wie Startnachweise bei anderen schwierigen Berglaufveranstaltungen und/oder ein Zeitlimit an Zwischenstationen seien sinnvoller.
Längere Bergläufe schreiben, ähnlich wie Ultramarathons in abgelegenen Gebieten, einen Rucksack, zusätzliche Bekleidung und einen Wasser- und Nahrungsvorrat vor.

## Bergläufe in den Alpen
Die namhaftesten europäischen Bergläufe finden in den Alpen statt. Zu den bedeutendsten Läufen gehören die Stationen des internationalen Berglauf-Grand-Prix der WMRA (World Mountain Running Association), der jährlich als Serie von vier bis sechs Wettbewerben ausgetragen wird.

### Deutschland
- Allgäu Panorama Marathon (Sonthofen)
- Alpin-Marathon Oberstaufen (2003–2010)
- Blomberglauf
- Gaißacher Berglauf
- Hochfelln–Berglauf
- Hochgrat-Berglauf
- Jenner-Berglauf
- Kampenwandlauf
- Karwendel-Berglauf
- Nebelhornlauf
- Osterfelder-Berglauf
- Stampfl-Berglauf (Saisonauftakt im Alpenvorland)
- Stoißeralm-Berglauf
- Tegelberglauf
- Wallberglauf (2004–2015)
- Zugspitz-Extremberglauf (2000–2013)
- Zugspitz Ultratrail
- Heimgartenlauf[4]

### Frankreich
- Ultra-Trail du Mont-Blanc

### Italien
- Berglauf Mölten
- Brixen Dolomiten Marathon
- Dolomites Saslong Halfmarathon
- Drei-Zinnen-Lauf
- Salten-Halbmarathon
- Stelvio Marathon
- Stettiner Cup

### Liechtenstein
- Alpin-Marathon Liechtenstein

### Österreich
- Bergmarathon „Rund um den Traunsee“ – Gmunden
- Dolomitenmann – Lienz
- Erzberglauf – Eisenerz
- Feuerkogel-Berglauf – Ebensee
- Gamshüttenlauf – Finkenberg
- Gislauf – Linz
- Großglocknerlauf – Heiligenblut am Großglockner
- Kainacher Bergmarathon
- Kaisermarathon – Kitzbühel
- Katschberglauf – Rennweg am Katschberg
- Kaunertaler Berglauf (Kaunertal)
- Kitzbüheler Horn-Bergstraßenlauf
- Kolsassberg Run – Kolsassberg
- Montafon-Arlberg-Marathon
- Mozart 100
- Schlickeralmlauf – Telfes im Stubai
- Schneeberglauf – Puchberg am Schneeberg
- Silvretta-Ferwall-Marathon
- Spartan Race Beast – Oberndorf
- Widdersteinlauf im Kleinen Walsertal
- Pitztal-Gletscher Trail-Maniak – Pitztal

### Schweiz
- 5-Tage Berglauf-Cup Zürcher Oberland
- Aigle-Ai-Leysin-Berglauf
- Aletsch-Halbmarathon
- Alpenmarathon
- Amdener Berglauf
- Arosa-Weisshorn
- Cressier-Chaumont
- Eintages Berglauf-Cup Zürcher Oberland
- Glacier 3000 run
- Gamperney-Berglauf
- Graubünden-Marathon
- Grenchen-Berglauf
- Grindelwald-Männlichen: Panorama-Bergrennen
- Illgau-Spirstock
- Jungfrau-Marathon
- Kreuzegg Classic
- Matterhornlauf
- Montreux-Les Rochers-de-Naye
- Mountainman
- Napf-Marathon
- Ovronnaz-Cabane Rambert
- Rigi-Berglauf
- Rodi-Tremorgio
- Rütlischwur-Gedenklauf
- Rugghubel-Berglauf
- Schattdorf-Butzboden
- Schilthorn Inferno Lauterbrunnen
- Berglauf Sierre–Zinal
- Swiss Alpine Marathon
- Swiss Irontrail
- Trophée des Combins
- Vacallo-Alpe Cavazza (Bisbino)
- Zermatt-Marathon

### Slowenien
- Grintovec-Berglauf

## Bergläufe in Deutschland (außerhalb der Alpen)
Bergläufe finden auch in einigen deutschen Mittelgebirgen statt, von denen z. B. der Schwarzwald und der Harz deutliche Höhenunterschiede aufweisen. Auch in Rheinland-Pfalz gibt es einige populäre Bergläufe, die in der Laufserie Pfälzer Berglaufpokal zusammengefasst werden.
Pfalz
- siehe Pfälzer Berglaufpokal

Schwarzwald
- Brandenkopf-Berglauf, Zell-Unterharmersbach
- Felsenweg-Berglauf, Kappelrodeck
- Hochblauen-Berglauf, Müllheim
- Hundseck-Berglauf, Bühlertal
- Kandel-Berglauf, Waldkirch
- Laufbach-Berglauf, Lauf
- Moosenmättle-Berglauf, Wolfach
- Schauinsland-Berglauf, Freiburg
- Teufelslauf, Bad Herrenalb – Dobel
- Tote-Mann-Berglauf, Oberried

Erzgebirge
- Neudorfer Fichtelberglauf, Sehmatal-Neudorf

Harz
- Brockenlauf mit Ilsesteinlauf, Ilsenburg
- Harz-Gebirgslauf mit Brocken-Marathon, Wernigerode
- Wernigeröder Armeleuteberglauf
- Wernigeröder Silvesterlauf

Siebengebirge
- Drachenlauf, Königswinter
- Löwenburglauf, Bad Honnef
- Rheinhöhenlauf, Vettelschoß
- Siebengebirgsmarathon, Bad Honnef

Sonstige
- Der Schwäbische-Alb-Marathon, Schwäbisch Gmünd
- Herkules-Berglauf von Kassel-Bad Wilhelmshöhe zum Herkules (Kassel)
- Hermannslauf vom Hermannsdenkmal zur Bielefelder Sparrenburg
- Hohenneuffen-Berglauf, Beuren
- Kyffhäuser-Berglauf mit Kyffhäuser-Berg-Marathon, Bad Frankenhausen
- Malberglauf, Hausen (Wied)

### Spanien
- Barcelona Trail Races

## Etappenrennen
Mittlerweile gibt es in dieser Sportart auch Etappenrennen. Das wohl bekannteste ist der Transalpine-Run, der in acht Etappen über die Alpen führt. In diesen acht Tagen überwinden die Starter, die in Zweierteams starten, fast 300 km und 20.000 Höhenmeter (im Anstieg). Weiters gibt es noch den Transrockiesrun, der das Gegenstück in den amerikanischen Rocky Mountains ist.

## Weltmeisterschaften
Die Ergebnisse wurden der Ergebnisseite der World Mountain Running Association entnommen.

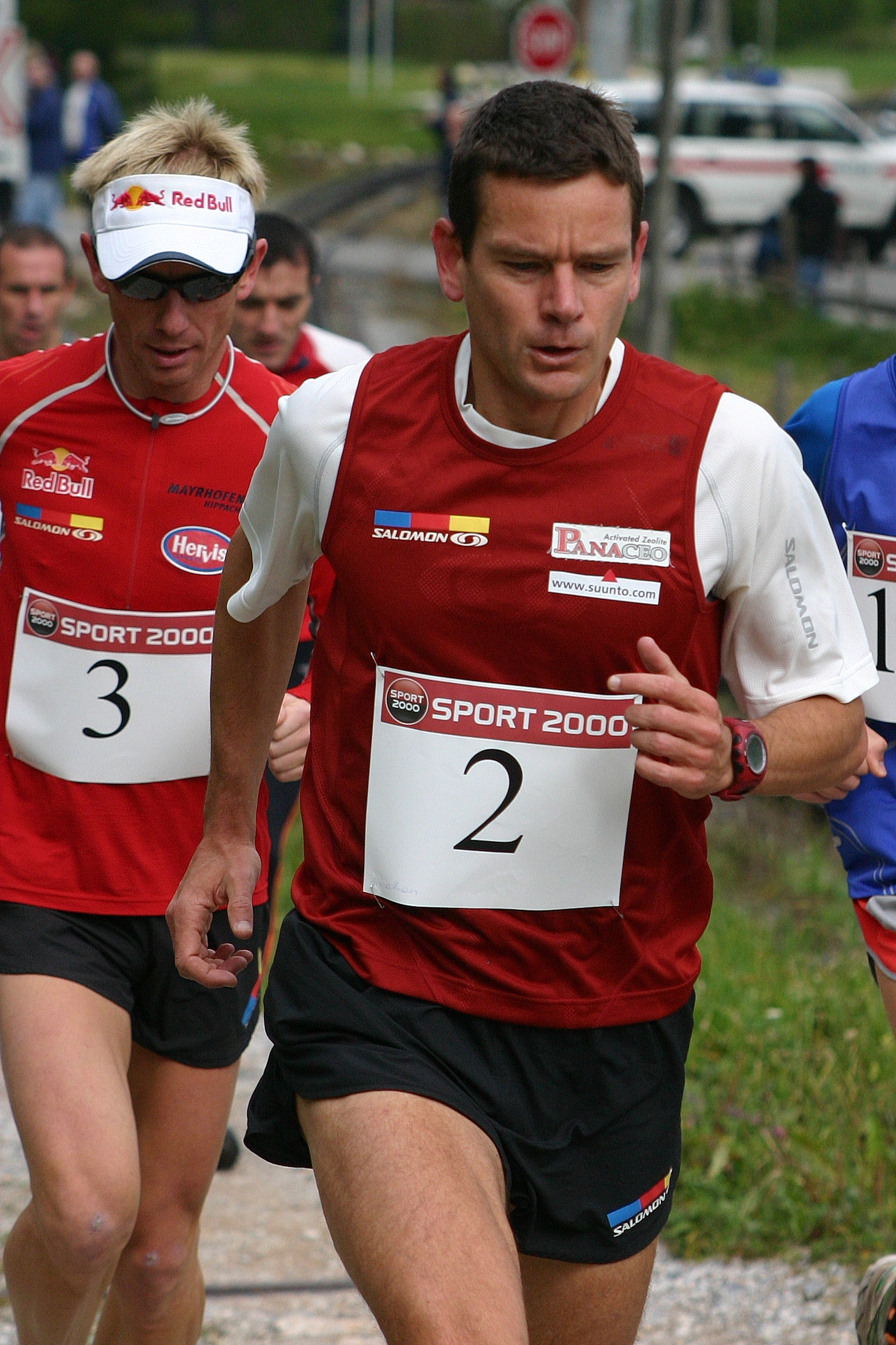
Berglauf-Weltmeister Jonathan Wyatt beim Schneeberglauf 2008

### Frauen
| Jahr | Gold                | Silber               | Bronze                |
| ---- | ------------------- | -------------------- | --------------------- |
| 1985 | Olivia Grüner       | Chiara Saporetti     | Guidina Dal Sasso     |
| 1986 | Carol Greenwood     | Valentina Bottarelli | Gaby Schütz           |
| 1987 | Fabiola Rueda       | Christiane Fladt     | Giuliana Savaris      |
| 1988 | Fabiola Rueda       | Gaby Schütz          | Isabelle Guillot      |
| 1989 | Isabelle Guillot    | Fabiola Rueda        | Manuela Di Centa      |
| 1990 | Beverley Redfern    | Maria Cocchetti      | Eroica Spiess         |
| 1991 | Isabelle Guillot    | Manuela Di Centa     | Annie Mougel          |
| 1992 | Gudrun Pflüger      | Sarah Rowell         | Sabine Stelzmüller    |
| 1993 | Isabelle Guillot    | Gudrun Pflüger       | Carol Greenwood       |
| 1994 | Gudrun Pflüger      | Isabelle Guillot     | Dita Hebelková        |
| 1995 | Gudrun Pflüger      | Isabelle Guillot     | Nives Curti           |
| 1996 | Gudrun Pflüger      | Isabelle Guillot     | Catherine Lallemand   |
| 1997 | Isabelle Guillot    | Jaroslava Bukvajová  | Melissa Moon          |
| 1998 | Dita Hebelková      | Matilda Ravizza      | Melissa Moon          |
| 1999 | Rosita Rota Gelpi   | Izabela Zatorska     | Maree Bunce           |
| 2000 | Angela Mudge        | Birgit Sonntag       | Izabela Zatorska      |
| 2001 | Melissa Moon        | Anna Pichrtová       | Izabela Zatorska      |
| 2002 | Svetlana Demidenko  | Antonella Confortola | Izabela Zatorska      |
| 2003 | Melissa Moon        | Angela Mudge         | Tracey Brindley       |
| 2004 | Rosita Rota Gelpi   | Anna Pichrtová       | Andrea Mayr           |
| 2005 | Kate McIlroy        | Tracey Brindley      | Anna Pichrtová        |
| 2006 | Andrea Mayr         | Martina Strähl       | Isabelle Guillot      |
| 2007 | Anna Pichrtová      | Andrea Mayr          | Laura Haefeli         |
| 2008 | Andrea Mayr         | Renate Rungger       | Elisa Desco           |
| 2009 | Valentina Belotti ♦ | Maria Grazia Roberti | Sarah Tunstall        |
| 2010 | Andrea Mayr         | Valentina Belotti    | Martina Strähl        |
| 2011 | Kasie Enman         | Elena Rukhlyada      | Marie-Laure Dumergues |
| 2012 | Andrea Mayr         | Valentina Belotti    | Morgan Arritola       |
| 2013 | Alice Gaggi         | Emma Clayton         | Elisa Desco           |
| 2014 | Andrea Mayr         | Lucy Wambui Murigi   | Allison McLaughlin    |
| 2015 | Stella Chesang      | Emily Collinge       | Emma Clayton          |
| 2016 | Andrea Mayr         | Valentina Belotti    | Christel Dewalle      |
| 2017 | Lucy Wambui Murigi  | Andrea Mayr          | Sarah Tunstall        |
| 2018 | Lucy Wambui Murigi  | Maude Mathys         | Viola Jelagat         |

♦ Elisa Desco gewann das Rennen im Jahr 2009, wurde dann aber disqualifiziert, da in ihrer Blutprobe Erythropoietin (EPO) nachgewiesen wurde.

### Männer
| Jahr | Gold                | Silber               | Bronze              |
| ---- | ------------------- | -------------------- | ------------------- |
| 1985 | Alfonso Vallicella  | Helmut Stuhlpfarrer  | Fausto Bonzi        |
| 1986 | Alfonso Vallicella  | Helmut Stuhlpfarrer  | Charly Doll         |
| 1987 | Jay Johnson         | Helmut Stuhlpfarrer  | Guido Dold          |
| 1988 | Dino Tadello        | Davide Milesi        | Rod Pilbeam         |
| 1989 | Jairo Correa        | Costantino Bertolla  | Luigi Bortoluzzi    |
| 1990 | Costantino Bertolla | Florian Stern        | Luigi Bortoluzzi    |
| 1991 | Jairo Correa        | Jean-Paul Payet      | Francisco Sánchez   |
| 1992 | Helmut Schmuck      | Jean-Paul Payet      | Costantino Bertolla |
| 1993 | Martin Jones        | Dave Dunham          | Michel Humbert      |
| 1994 | Helmut Schmuck      | Antonio Molinari     | Ladislav Raim       |
| 1995 | Lucio Fregona       | Tommy Murray         | Marco Toini         |
| 1996 | Antonio Molinari    | Severino Bernardini  | Helmut Schmuck      |
| 1997 | Marco De Gasperi    | Davide Milesi        | Thierry Breuil      |
| 1998 | Jonathan Wyatt      | Antonio Molinari     | Guido Dold          |
| 1999 | Marco De Gasperi    | Richard Findlow      | Gino Caneva         |
| 2000 | Jonathan Wyatt      | Hans Kogler          | Alexis Gex-Fabry    |
| 2001 | Marco De Gasperi    | Emanuele Manzi       | Billy Burns         |
| 2002 | Jonathan Wyatt      | Raymond Fontaine     | Ranulfo Sánchez     |
| 2003 | Marco De Gasperi    | Florian Heinzle      | Marco Gaiardo       |
| 2004 | Jonathan Wyatt      | Tesfayouhanis Mesfin | Raymond Fontaine    |
| 2005 | Jonathan Wyatt      | Gabriele Abate       | Davide Chicco       |
| 2006 | Rolando Ortiz       | Jonathan Wyatt       | Tesfay Felfele      |
| 2007 | Marco De Gasperi    | Yohannes Tesfay      | Ermias Tesfazghi    |
| 2008 | Jonathan Wyatt      | Martin Toroitich     | Ahmet Arslan        |
| 2009 | Geofrey Kusuro      | Azeria Teklay        | James Kibet         |
| 2010 | Samson Kiflemariam  | Azeria Teklay        | Geoffrey Kusuro     |
| 2011 | Max King            | Ahmet Arslan         | Martin Dematteis    |
| 2012 | Petro Mamu          | Azeria Teklay        | Andrey Safronov     |
| 2013 | Phillip Kiplimo     | Geffrey Kusuro       | Nathan Ayeko        |
| 2014 | Isaac Kiprop        | Daniel Rotich        | Kibet Soyekwo       |
| 2015 | Fred Musobo         | Bernard Dematteis    | Robbie Simpson      |
| 2016 | Joseph Gray         | Israel Morales       | Ahmet Arslan        |
| 2017 | Victor Kiplangat    | Joel Ayeko           | Fred Musobo         |
| 2018 | Robert Chemonges    | Joel Ayeko           | Victor Kiplangat    |

## Weltmeisterschaften Langdistanz
Die Ergebnisse wurden der Ergebnisseite der World Mountain Running Association entnommen.

### Frauen
| Jahr | Gold                      | Silber               | Bronze              |
| ---- | ------------------------- | -------------------- | ------------------- |
| 2004 | Angeline Joly             | Marina Rodriguez     | Isabelle Guillot    |
| 2005 | Emma Murray               | Marion Kappuscinski  | Isabelle Guillot    |
| 2006 | Emma Murray               | Danielle Ballengee   | Keri Nelson         |
| 2007 | Anita Haakenstad-Evertsen | Elena Kaledina       | Jeanna Malkova      |
| 2008 | Anna Pichrtova            | Angela Mudge         | Angela Bateup       |
| 2009 | Anna Pichrtova            | Evgeniya Danilova    | Anna Frost          |
| 2010 | Brandy Erholtz            | Kim Dobson           | Anna Frost          |
| 2011 | Philippa Maddams          | Karen Alexander      | Helen Fines         |
| 2012 | Stevie Kremer             | Sabine Reiner        | Kim Dobson          |
| 2013 | Antonella Confortola      | Ornella Ferrara      | Anna Celinska       |
| 2014 | Allison McLaughlin        | Morgan Arritola      | Shannon Payne       |
| 2015 | Martina Strähl            | Aline Camboulives    | Catherine Bertone   |
| 2016 | Annie Conway              | Antonella Confortola | Lucija Krkoc        |
| 2017 | Silvia Rampazzo           | Kasie Enman          | Denisa Dragomir     |
| 2018 | Charlotte Morgan          | Dominika Stelmach    | Silvia Rampazzo     |
| 2019 | Cristina Simion           | Adeline Roche        | Blandine L’Hirondel |

### Männer
| Jahr | Gold                  | Silber            | Bronze             |
| ---- | --------------------- | ----------------- | ------------------ |
| 2004 | Ricardo Mejia         | Helmut Schiessl   | Billy Burns        |
| 2005 | Helmut Schiessl       | Anton Vencelj     | Daniel Bolt        |
| 2006 | Matt Carpenter        | Galen Burrell     | Zac Freudenburg    |
| 2007 | Jonathan Wyatt        | Hermann Achmüller | Gerd Frick         |
| 2008 | Jethro Lennox         | Thomas Owens      | Mitja Kosovelj     |
| 2009 | Marc Lauenstein       | Jonathan Wyatt    | Ricky Lightfoot    |
| 2010 | Glenn Randall         | Marc Lauenstein   | Rickey Gates       |
| 2011 | Mitja Kosovelj        | Tom Owens         | Robbie Simpson     |
| 2012 | Markus Hohenwarter    | Mitja Kosovelj    | Hosea Tuei         |
| 2013 | Mitja Kosovelj        | Andrew Davies     | Ionut Zinca        |
| 2014 | Sage Canaday          | Azerya Teklay     | Andy Wacker        |
| 2015 | Tommaso Vaccina       | Andy Wacker       | Francesco Puppi    |
| 2016 | Alessandro Rambaldini | Marco de Gasperi  | Mitja Kosovelj     |
| 2017 | Francesco Puppi ♦♦    | Pascal Egli       | Tayte Pollman      |
| 2018 | Alessandro Rambaldini | Robert Krupička   | Joseph Gray        |
| 2019 | Jim Walmsley          | Francesco Puppi   | Oriol Cardona Coll |

♦♦ Petro Mamu gewann das Rennen im Jahr 2017, wurde aber nachträglich disqualifiziert, da in seiner Blutprobe ein verbotenes Asthmamedikament nachgewiesen wurde.

## Herausragende Sportler
- Die Österreicherin Andrea Mayr wurde bislang sieben Mal[9] Weltmeisterin und zweimal Vizeweltmeisterin. Dies ist umso beachtlicher, als sie auch auf anderen Distanzen (10 Kilometer, Halbmarathon, Marathon) sowie in anderen Disziplinen (Skibergsteigen, Duathlon) zur nationalen und internationalen Elite zählt.
- Der Neuseeländer Jonathan Wyatt gilt als der dominierende Bergläufer des letzten Jahrzehnts. Er wurde fünfmal Weltmeister, gewann fast alle namhaften Bergläufe und ist Inhaber zahlreicher Streckenrekorde.
- Der Spanier Kilian Jornet ging 2007 mit dem Sieg in vier von sieben Rennen und 2008 mit dem Sieg bei drei von sechs Rennen jeweils als Gesamtsieger der Buff SkyRunner World Series der Federation for Sport at Altitude (FSA) hervor. Es gelang ihm als erstem Läufer, den UTMB dreimal (2008, 2009 und 2011) zu gewinnen.